# Lareiga abdominalis
Lareiga abdominalis är en stekelart som först beskrevs av Tohru Uchida 1925.  Lareiga abdominalis ingår i släktet Lareiga och familjen brokparasitsteklar. Inga underarter finns listade i Catalogue of Life.